# National Basketball Association
National Basketball Association (NBA, hay còn được biết tới là "Giải bóng rổ nhà nghề Mỹ" ở truyền thông tiếng Việt) là giải đấu bóng rổ chuyên nghiệp ở Bắc Mỹ bao gồm 30 đội (29 ở Hoa Kỳ và 1 ở Canada). Đây là một trong các giải đấu thể thao chuyên nghiệp lớn ở Hoa Kỳ và Canada và được coi là giải đấu bóng rổ chuyên nghiệp hàng đầu trên thế giới.
Giải đấu được thành lập tại thành phố New York vào ngày 6 tháng 6 năm 1946 với tên gọi Basketball Association of America (BAA). Nó đổi tên thành National Basketball Association vào ngày 3 tháng 8 năm 1949, sau khi sáp nhập với giải đấu cạnh tranh National Basketball League (NBL). Năm 1976, NBA và American Basketball Association (ABA) hợp nhất, thêm bốn đội bóng vào NBA. Mùa giải thường niên của NBA diễn ra từ tháng 10 đến tháng 4, với mỗi đội chơi 82 trận. Giải đấu playoff của giải kéo dài đến tháng 6, với đỉnh cao là trận tranh chức vô địch NBA Finals. Tính đến  năm 2020, Các cầu thủ NBA là những vận động viên được trả lương cao nhất thế giới tính theo mức lương trung bình hàng năm cho mỗi cầu thủ.
NBA là thành viên tích cực của USA Basketball (USAB), được FIBA (Liên đoàn bóng rổ quốc tế) công nhận là cơ quan quản lý quốc gia về bóng rổ ở Hoa Kỳ. Một số văn phòng nhóm quốc tế cũng như cá nhân của giải đấu được chuyển ra khỏi trụ sở chính ở Midtown Manhattan, trong khi các studio NBA Entertainment và NBA TV của nó được chuyển ra khỏi văn phòng ở Secaucus, New Jersey. Ở Bắc Mỹ, NBA là giải đấu thể thao chuyên nghiệp giàu có thứ ba sau National Football League (NFL) và Major League Baseball (MLB) theo doanh thu, và nằm trong top 4 thế giới.
Boston Celtics có số chức vô địch NBA nhiều nhất với 18 lần, và Oklahoma City Thunder cũng là đương kim vô địch giải đấu khi đã đánh bại Indiana Pacers trong NBA Finals 2025.
Thông qua dự án NBA Cares của mình, NBA cũng đã chủ động giúp đỡ các hoạt động từ thiện và các vấn đề xã hội, thể hiện sự cống hiến của mình trong việc tạo ra tác động tích cực đến các cộng đồng trên toàn thế giới.

## Lịch sử

### Thành lập và sáp nhập BAA–NBL (1946–1956)
Giải bóng rổ Nhà nghề Mỹ được thành lập vào năm 1946 bởi chủ sở hữu của các sân vận động khúc côn cầu trên băng lớn ở Đông Bắc và Trung Tây Hoa Kỳ và Canada. Vào ngày 1 tháng 11 năm 1946, tại Toronto, Ontario, Canada, đội Toronto Huskies tổ chức trận đấu với New York Knickerbockers tại Maple Leaf Gardens, trong một trận đấu mà NBA ngày nay gọi là trận đấu đầu tiên diễn ra trong lịch sử NBA. Pha ghi điểm đầu tiên được thực hiện bởi Ossie Schectman của đội Knickerbockers. Mặc dù đã có những nỗ lực trước đó tại các giải bóng rổ chuyên nghiệp, bao gồm American Basketball League (ABL) và NBL, BAA là giải đấu đầu tiên cố gắng thi đấu chủ yếu ở các sân vận động lớn ở các thành phố lớn. Trong những năm đầu thành lập, chất lượng thi đấu ở BAA không tốt hơn đáng kể so với các giải đấu cạnh tranh hoặc giữa các câu lạc bộ độc lập hàng đầu như Harlem Globetrotters. Ví dụ: đội vào chung kết ABL năm 1948 Baltimore Bullets đã chuyển đến BAA và giành chức vô địch năm 1948 của giải đấu đó, và nhà vô địch NBL năm 1948 Minneapolis Lakers đã giành được danh hiệu BAA năm 1949. Tuy nhiên, tính đến 1948–49, các đội NBL từ Fort Wayne, Indianapolis, Minneapolis và Rochester đã chuyển sang BAA, điều đó xác lập BAA trở thành giải đấu được lựa chọn cho các sinh viên đại học muốn chuyển sang thi đấu chuyên nghiệp.
Vào ngày 3 tháng 8 năm 1949, các đội NBL còn lại (Syracuse, Anderson, Tri-Cities, Sheboygan, Denver và Waterloo) sáp nhập vào BAA. Để tôn trọng việc sáp nhập và để tránh những rắc rối pháp lý có thể xảy ra, tên giải đấu đã được đổi thành Giải bóng rổ Nhà nghề Mỹ như hiện nay, mặc dù giải đấu được sáp nhập vẫn giữ cơ quan quản lý của BAA, bao gồm cả Maurice Podoloff làm chủ tịch. Cho đến ngày nay, NBA vẫn tuyên bố lịch sử của BAA là của riêng mình. Hiện tại, nó coi sự xuất hiện của các đội NBL là một sự mở rộng, không phải là sự hợp nhất và không công nhận các kỉ lục và thống kê của NBL.
Giải đấu mới có mười bảy đội bóng nằm ở sự kết hợp giữa các thành phố lớn và nhỏ, cũng như các sân vận động, phòng tập thể dục và kho vũ khí nhỏ hơn. Năm 1950, NBA hợp nhất thành 11 đội bóng, quá trình này tiếp tục cho đến năm 1954–55, khi giải đấu đạt quy mô nhỏ nhất trong số 8 đội bóng: New York Knicks, Boston Celtics, Philadelphia Warriors, Minneapolis Lakers, Rochester Royals, Fort Wayne Pistons, Milwaukee Hawks và Syracuse Nationals, tất cả đều vẫn còn tham gia giải đấu cho đến ngày nay, mặc dù sáu đội sau cuối cùng đã chuyển địa điểm. Quá trình thu hẹp chứng kiến các đội bóng ở thành phố nhỏ hơn của liên đoàn chuyển đến các thành phố lớn hơn. Đội Hawks chuyển từ Tri-Cities đến Milwaukee vào năm 1951, và sau đó chuyển đến St. Louis vào năm 1955. Đội Rochester Royals chuyển từ Rochester, New York đến Cincinnati vào năm 1957 và đội Pistons chuyển từ Fort Wayne, Indiana đến Detroit vào năm 1957.
Người Mỹ gốc Nhật Wataru Misaka đã phá vỡ rào cản màu da của NBA trong mùa giải 1947–48 khi anh chơi cho New York Knicks. Anh vẫn là cầu thủ không phải da trắng duy nhất trong lịch sử giải đấu trước khi cầu thủ người Mỹ gốc Phi đầu tiên, Harold Hunter, ký hợp đồng với Washington Capitols vào năm 1950. Hunter đã bị loại khỏi đội trong trại huấn luyện, nhưng một số cầu thủ người Mỹ gốc Phi đã chơi ở giải đấu vào cuối năm đó, bao gồm Chuck Cooper với Celtics, Nathaniel "Sweetwater" Clifton với Knicks và Earl Lloyd với Washington Capitols. Trong giai đoạn này, Minneapolis Lakers, do trung phong George Mikan dẫn đầu, đã giành được 5 chức vô địch NBA và khẳng định mình là triều đại đầu tiên của giải đấu.  Để khuyến khích việc ném bóng và ngăn cản việc trì hoãn, giải đấu đã giới thiệu đồng hồ shot clock 24 giây vào năm 1954. Nếu một đội không cố gắng ghi điểm (hoặc bóng không tiếp xúc với vành) trong vòng 24 giây kể từ khi lấy được bóng, trận đấu sẽ dừng lại và bóng được trao cho đối phương.

### Sự thống trị của Celtics, mở rộng giải đấu và cạnh tranh (1956–1979)
Vào năm 1957, tân binh Bill Russell gia nhập Boston Celtics, đội đã có hậu vệ Bob Cousy và HLV Red Auerback, và dẫn dắt đội bóng tới 11 chức vô địch NBA trong 13 năm. Trung phong Wilt Chamberlain gia nhập giải đấu năm 1959 với đội Warriors năm 1959 và trở thành ngôi sao thống trị trong những năm 1960, lập kỷ lục mới trong một trận đấu về ghi điểm (100) và bắt bóng bật bảng (55). Sự kình địch của Russell với Chamberlain đã trở thành một trong những cuộc so tài lớn nhất trong lịch sử thể thao đồng đội của Mỹ.

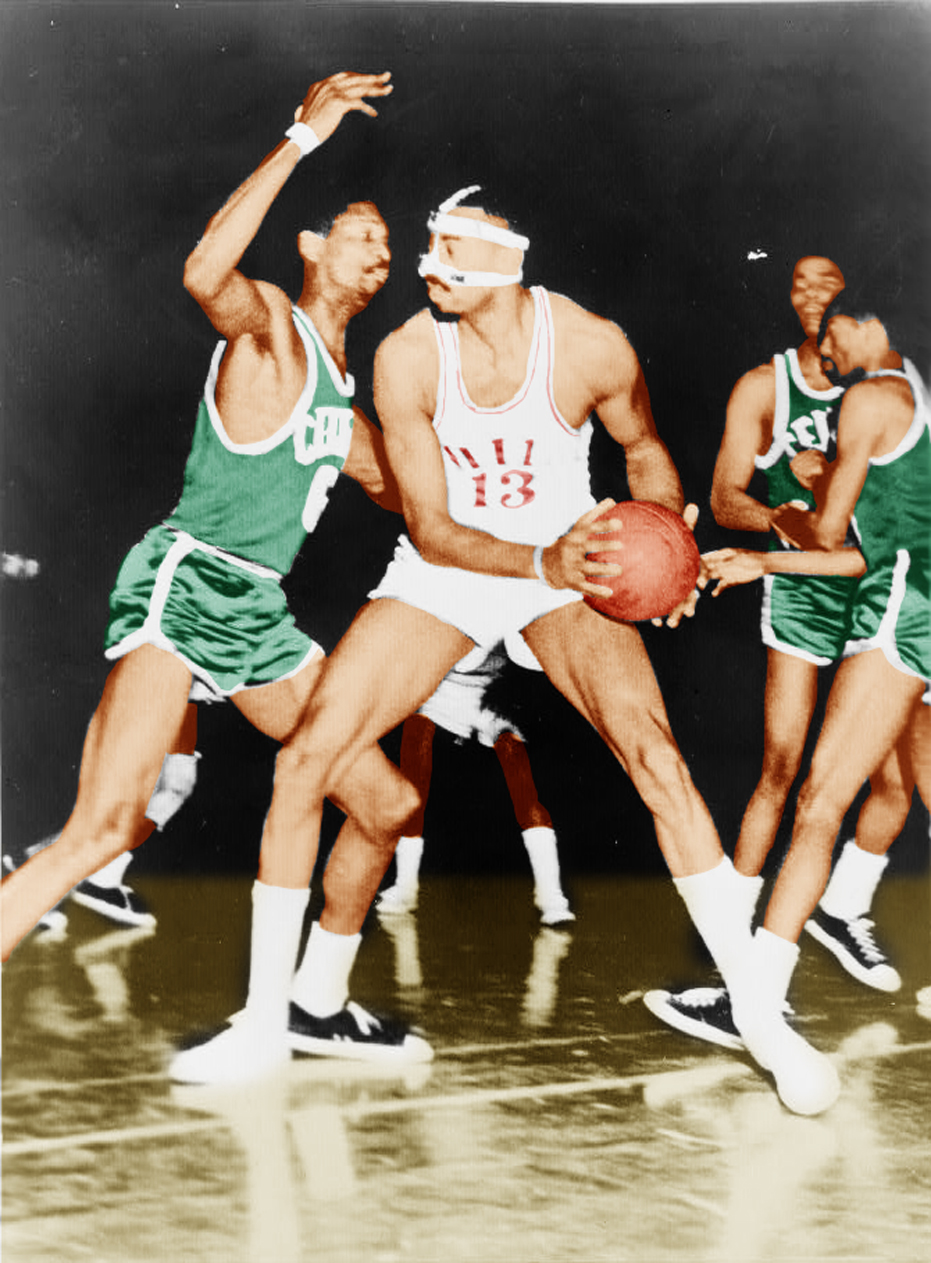
Bill Russell đang phòng thủ Wilt Chamberlain vào năm 1966.

Những năm 1960 được thống trị bởi Celtics. Được dẫn dắt bởi Russell, Cousy và Auerbach, Boston đã giành được 8 chức vô địch liên tiếp tại NBA từ năm 1959 đến năm 1966. Chuỗi chức vô địch này là dài nhất trong lịch sử NBA. Họ không giành được danh hiệu này vào mùa giải 1966–67, nhưng giành lại nó vào mùa giải 1967–68 và lặp lại vào năm 1969. Sự thống trị tổng cộng là chín trong số mười biểu ngữ vô địch của những năm 1960.
Trong giai đoạn này, NBA tiếp tục phát triển với sự chuyển đổi của Minneapolis Lakers đến Los Angeles, Philadelphia Warriors đến San Francisco, Syracuse Nationals đến Philadelphia để trở thành Philadelphia 76ers và St. Louis Hawks cũng chuyển đến Atlanta như việc bổ sung đội bóng đầu tiên của thành phố. Chicago Packers (nay là Washington Wizards) trở thành đội NBA thứ chín vào năm 1961. Từ năm 1966 đến năm 1968, giải đấu mở rộng từ 9 lên 14 đội, với các đội Chicago Bulls, Seattle SuperSonics (nay là Oklahoma City Thunder), San Diego Rockets (đội đã chuyển đến đến Houston bốn năm sau), Milwaukee Bucks và Phoenix Suns.
Năm 1967, giải đấu phải đối mặt với một mối đe dọa mới từ bên ngoài với việc thành lập Hiệp hội Bóng rổ Hoa Kỳ (ABA). Các giải đấu tham gia vào một cuộc chiến đấu thầu. NBA đã chiêu mộ ngôi sao đại học quan trọng nhất thời đại lúc đó, Kareem Abdul-Jabbar (lúc đó được gọi là Lew Alcindor). Tuy nhiên, cầu thủ ghi điểm hàng đầu của NBA, Rick Barry, đã nhảy vào ABA, cũng như bốn trọng tài kỳ cựu—Norm Drucker, Earl Strom, John Vanak và Joe Gushue.
Năm 1969, Alan Siegel, người giám sát việc thiết kế logo Major League Baseball của Jerry Dior một năm trước đó, đã tạo ra logo NBA hiện đại lấy cảm hứng từ giải MLB. Nó kết hợp bóng của Jerry West, dựa trên bức ảnh của Wen Roberts. NBA sẽ không xác nhận rằng một cầu thủ cụ thể đã được sử dụng bởi vì, theo Siegel, "Họ muốn thể chế hóa nó hơn là cá nhân hóa nó. Nó đã trở thành một biểu tượng cổ điển, phổ biến và là tâm điểm về danh tính cũng như chương trình cấp phép của họ đến mức họ không nhất thiết phải muốn xác định nó với một cầu thủ." Logo ra mắt lần đầu tiên vào năm 1971 (với một thay đổi nhỏ về kiểu chữ trên nhãn chữ NBA vào năm 2017) và sẽ vẫn là một vật cố định của thương hiệu NBA.
Giải ABA đã thành công trong việc ký hợp đồng với một số ngôi sao lớn trong những năm 1970, bao gồm cả Julius Erving của Virginia Squires, một phần vì nó cho phép các đội ký hợp đồng với sinh viên chưa tốt nghiệp. NBA phát triển nhanh chóng trong giai đoạn này. Từ năm 1966 đến năm 1974, NBA đã phát triển từ chín đội bóng lên 18. Năm 1970, Portland Trail Blazers, Cleveland Cavaliers và Buffalo Braves (nay là Los Angeles Clippers) đều có lần đầu tiên xuất hiện, mở rộng giải đấu lên 17 đội. New Orleans Jazz (hiện ở Utah) gia nhập vào năm 1974, nâng tổng số đội lên 18. Sau mùa giải 1976, các giải đấu đã đạt được thỏa thuận cung cấp thêm bốn đội bóng ABA cho NBA, nâng cao số lượng đội bóng trong giải đấu vào thời điểm đó là 22. Các đội bóng được thêm vào là San Antonio Spurs, Denver Nuggets, Indiana Pacers và New York Nets (nay là Brooklyn Nets). Một số ngôi sao lớn nhất của thời đại này là Abdul-Jabbar, Barry, Dave Cowens, Erving, Elvin Hayes, Walt Frazier, Moses Malone, Artis Gilmore, George Gervin, Dan Issel và Pete Maravich. Tuy nhiên, vào cuối thập kỷ này, chứng kiến tỷ suất người xem truyền hình sụt giảm, lượng người tham gia các trận đấu thấp và các vấn đề về cầu thủ liên quan đến ma túy - cả về nhận thức lẫn thực tế - đã đe dọa làm chệch hướng giải đấu.

### Mức độ nổi tiếng ngày càng tăng (1979–1998)
Giải đấu đã bổ sung thêm cú ném ba điểm của ABA bắt đầu từ năm 1979. Cùng năm đó, các tân binh Larry Bird và Magic Johnson gia nhập Boston Celtics và Los Angeles Lakers theo thứ tự, bắt đầu một thời kỳ tăng trưởng đáng kể về sự quan tâm của người hâm mộ đối với NBA. Cả hai đã đối đầu với nhau trong Trận đấu tranh chức vô địch bóng rổ NCAA Division I năm 1979, và sau đó họ đấu với nhau trong ba trận chung kết NBA (1984, 1985 và 1987). Trong 10 mùa giải của thập niên 1980, Johnson đã dẫn dắt Lakers tới 5 danh hiệu trong khi Bird dẫn dắt Celtics tới 3 danh hiệu. Cũng vào đầu những năm 1980, NBA bổ sung thêm một đội bóng nữa là Dallas Mavericks, nâng tổng số lên 23 đội. Sau đó, Larry Bird đã giành chiến thắng trong ba cuộc thi ném ba điểm đầu tiên. Vào ngày 1 tháng 2 năm 1984 David Stern trở thành ủy viên của NBA. Stern đã được công nhận là người đóng vai trò quan trọng trong sự phát triển của giải đấu trong sự nghiệp của anh ấy.

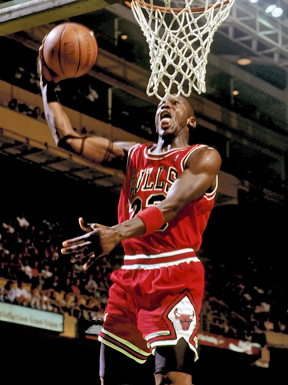
Michael Jordan trở thành cầu thủ nổi tiếng nhất giải đấu thập niên 90, khi dẫn dắt Chicago Bulls tới sáu chức vô địch.

Michael Jordan tham gia giải đấu năm 1984 với Chicago Bulls, thu hút nhiều sự quan tâm hơn đến giải đấu. Vào năm 1988 và 1989, bốn thành phố đã đạt được mong muốn của mình khi Charlotte Hornets, Miami Heat, Orlando Magic và Minnesota Timberwolves ra mắt NBA, nâng tổng số lên 27 đội. Đội Detroit Pistons đã liên tiếp giành chức vô địch NBA vào năm 1989 và 1990, dưới sự dẫn dắt của huấn luyện viên Chuck Daly và hậu vệ Isiah Thomas. Jordan và Scottie Pippen đã dẫn dắt Bulls tới hai chức vô địch ba lần trong tám năm trong các mùa giải 1991–1998. Hakeem Olajuwon đã liên tiếp giành được các danh hiệu với Houston Rockets vào năm 1994 và 1995.
Đội bóng trong mơ (Dream Team) Olympic 1992, đội đầu tiên sử dụng các ngôi sao NBA hiện tại, có Michael Jordan làm người dẫn dắt, cùng với Bird, Johnson, David Robinson, Patrick Ewing, Scottie Pippen, Clyde Drexler, Karl Malone, John Stockton, Chris Mullin, Charles Barkley, và ngôi sao nghiệp dư của NCAA Christian Laettner. Đội đã được bầu vào Đại sảnh Danh vọng Bóng rổ Tưởng niệm Naismith, trong khi 11 trong số 12 cầu thủ (cùng với 3 trong số 4 huấn luyện viên) đã được giới thiệu với tư cách cá nhân theo quyền riêng của họ.
Năm 1995, NBA mở rộng sang Canada với sự bổ sung của Vancouver Grizzlies và Toronto Raptors. Năm 1996, NBA thành lập một giải đấu dành cho nữ, Hiệp hội Bóng rổ Quốc gia Nữ (WNBA).

### Các triều đại của Lakers và Spurs (1998–2014)

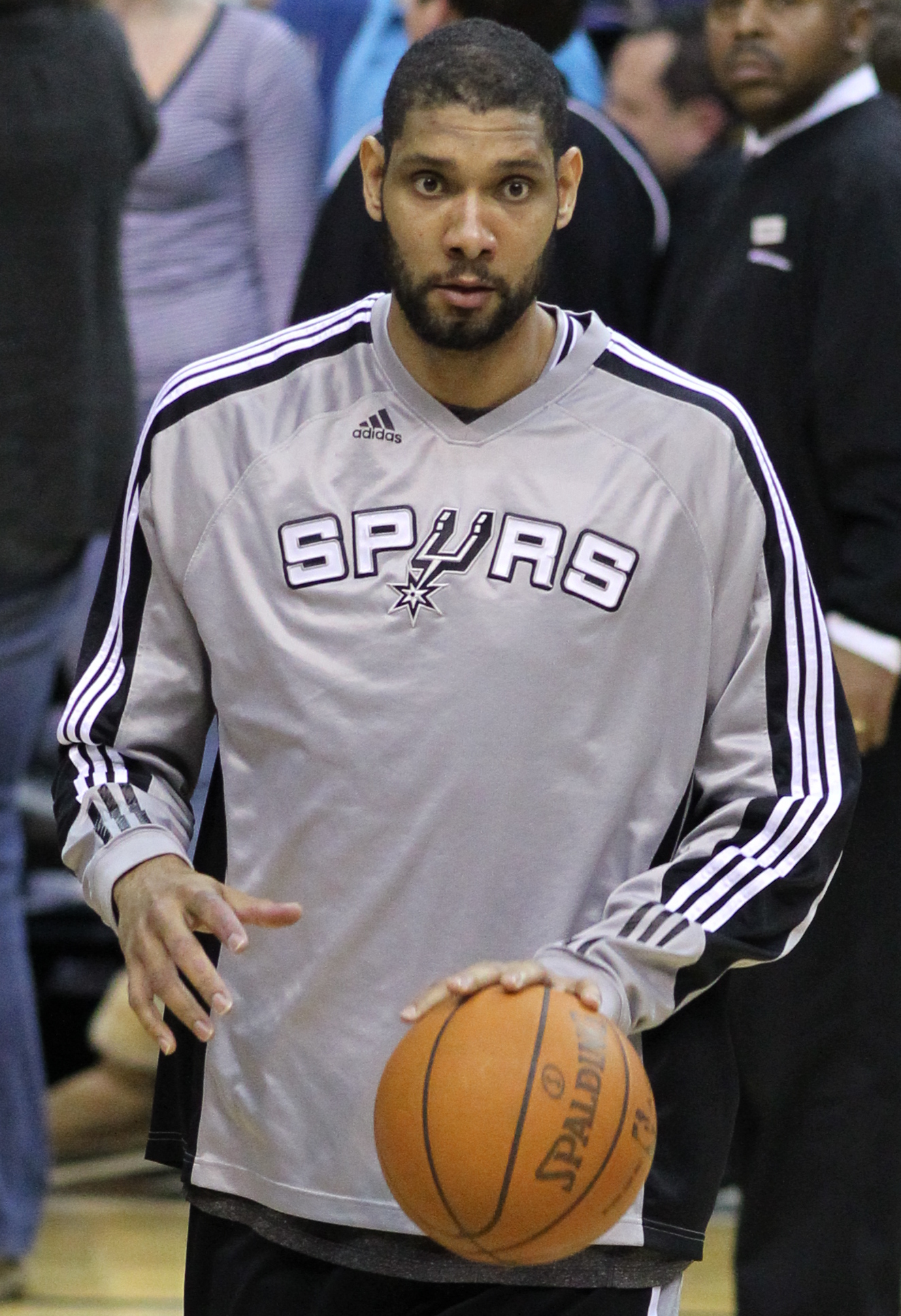
Tim Duncan dẫn dắt San Antonio Spurs tới 5 chức vô địch NBA giữa năm 1999 và 2014.

Năm 1998, các nhà sở hữu NBA bắt đầu áp dụng lệnh cấm mọi hoạt động kinh doanh của giải đấu cho đến khi đạt được thỏa thuận lao động mới, khiến mùa giải bị rút ngắn một nửa. San Antonio Spurs giành chức vô địch vào cuối mùa giải 1998–99, trở thành đội cựu ABA đầu tiên giành chức vô địch NBA.
Sau khi đội hình nhà vô địch Chicago Bulls tan rã vào mùa hè năm 1998, Liên đoàn miền Tây đã thống trị phần lớn thời gian trong hai thập kỷ tiếp theo. Los Angeles Lakers, do Phil Jackson huấn luyện và San Antonio Spurs, do Gregg Popovich huấn luyện, đã cùng nhau lọt vào 13 trận Chung kết trong 16 mùa giải, với 10 danh hiệu. Tim Duncan và David Robinson đã giành chức vô địch năm 1999 cùng Spurs, còn Shaquille O'Neal và Kobe Bryant bắt đầu những năm 2000 với ba chức vô địch liên tiếp cho Lakers. Spurs giành lại danh hiệu vào năm 2003 trước Nets. Năm 2004, Lakers trở lại Chung kết, chỉ để thua Detroit Pistons trong 5 trận.
Hình ảnh của giải đấu đã bị hoen ố bởi một vụ bạo lực giữa các cầu thủ và người hâm mộ trong trận đấu tháng 11 năm 2004 giữa Indiana Pacers và Detroit Pistons. Đáp lại, các cầu thủ đã bị đình chỉ tổng cộng 146 trận đấu với tổng số tiền lương bị phạt là 11 triệu USD, và liên đoàn đã thắt chặt an ninh và hạn chế bán rượu.
Vào ngày 19 tháng 5 năm 2005, Ủy viên hội đồng Stern đã làm chứng trước Ủy ban Cải cách Chính phủ của Hạ viện Hoa Kỳ về các hành động của NBA nhằm chống lại việc sử dụng steroid và các loại thuốc tăng cường thành tích khác. NBA bắt đầu chương trình kiểm tra ma túy vào năm 1983 và cải thiện đáng kể nó vào năm 1999. Trong mùa giải 1999–2000, tất cả các cầu thủ đều được kiểm tra ngẫu nhiên trong trại huấn luyện và tất cả các tân binh đều được kiểm tra bổ sung ba lần nữa trong mùa giải thông thường. Trong số gần 4.200 cuộc kiểm tra steroid và thuốc tăng cường thành tích được thực hiện trong sáu mùa giải, chỉ có ba cầu thủ được xác nhận dương tính với chương trình sử dụng ma túy của NBA, tất cả đều bị đình chỉ ngay lập tức và tính đến thời điểm lấy lời khai, không có ai đang chơi ở NBA.
Sau khi Spurs giành lại chức vô địch vào năm 2005, Vòng chung kết năm 2006 có sự góp mặt của hai đội bóng lần đầu tiên góp mặt trong trận Chung kết. Miami Heat, dẫn đầu bởi ngôi sao hậu vệ ghi điểm của họ, Dwyane Wade, và Shaquille O'Neal, người đã được trao đổi từ Lakers vào mùa hè năm 2004, đã giành chiến thắng trong loạt trận này trước Dallas Mavericks. Sự thống trị của Lakers/Spurs tiếp tục diễn ra vào năm 2007 với chiến thắng trong 4 trận của Spurs trước Cleveland Cavaliers do LeBron James dẫn dắt. Vòng chung kết năm 2008 chứng kiến sự tái đấu của cặp kình địch nổi tiếng nhất giải đấu, Boston Celtics và Los Angeles Lakers, với việc Celtics giành chức vô địch thứ 17. Lakers liên tiếp giành chức vô địch vào năm 2009 và 2010 trước Orlando Magic và Celtics. Trận đấu NBA All-Star 2010 được tổ chức tại Sân vận động Cowboys trước số lượng khán giả lớn nhất từ trước đến nay, 108,713.
Việc ngừng hoạt động trọng tài bắt đầu vào ngày 1 tháng 9 năm 2009, khi hợp đồng giữa NBA và các trọng tài của họ hết hạn.Các trận đấu trước mùa giải đầu tiên được diễn ra vào ngày 1 tháng 10 năm 2009, và các trọng tài thay thế từ WNBA và NBA Development League đã được sử dụng, lần đầu tiên các trọng tài thay thế được sử dụng kể từ đầu mùa giải 1995–96. NBA và các trọng tài chính thức đã đạt được thỏa thuận vào ngày 23 tháng 10 năm 2009.
Vào đầu mùa giải 2010–11, các cầu thủ tự do LeBron James và Chris Bosh đã ký hợp đồng với Miami Heat, cùng với Dwyane Wade tạo thành "Big Three". Heat thống trị giải đấu, lọt vào Chung kết trong 4 năm liên tiếp. Năm 2011, họ tái đấu với Dallas Mavericks nhưng để thua đội bóng do Dirk Nowitzki dẫn dắt. Họ đã giành được các danh hiệu liên tiếp vào năm 2012 và 2013 trước Oklahoma City Thunder và Spurs, và để thua trong trận tái đấu với Spurs ở trận Chung kết năm 2014.
Mùa giải 2011–12 bắt đầu với một lần đóng cửa khác, lần thứ tư của giải đấu. Sau khi vài tuần đầu tiên của mùa giải bị hủy bỏ, các cầu thủ và chủ sở hữu đã phê chuẩn một thỏa thuận thương lượng tập thể mới vào ngày 8 tháng 12 năm 2011, thiết lập một mùa giải rút ngắn 66 trận. Vào ngày 1 tháng 2 năm 2014, ủy viên David Stern nghỉ hưu sau 30 năm đảm nhiệm chức vụ này và người kế nhiệm là cấp phó của ông, Adam Silver.

### Triều đại của Golden State Warriors và những năm gần đây (2014–nay)

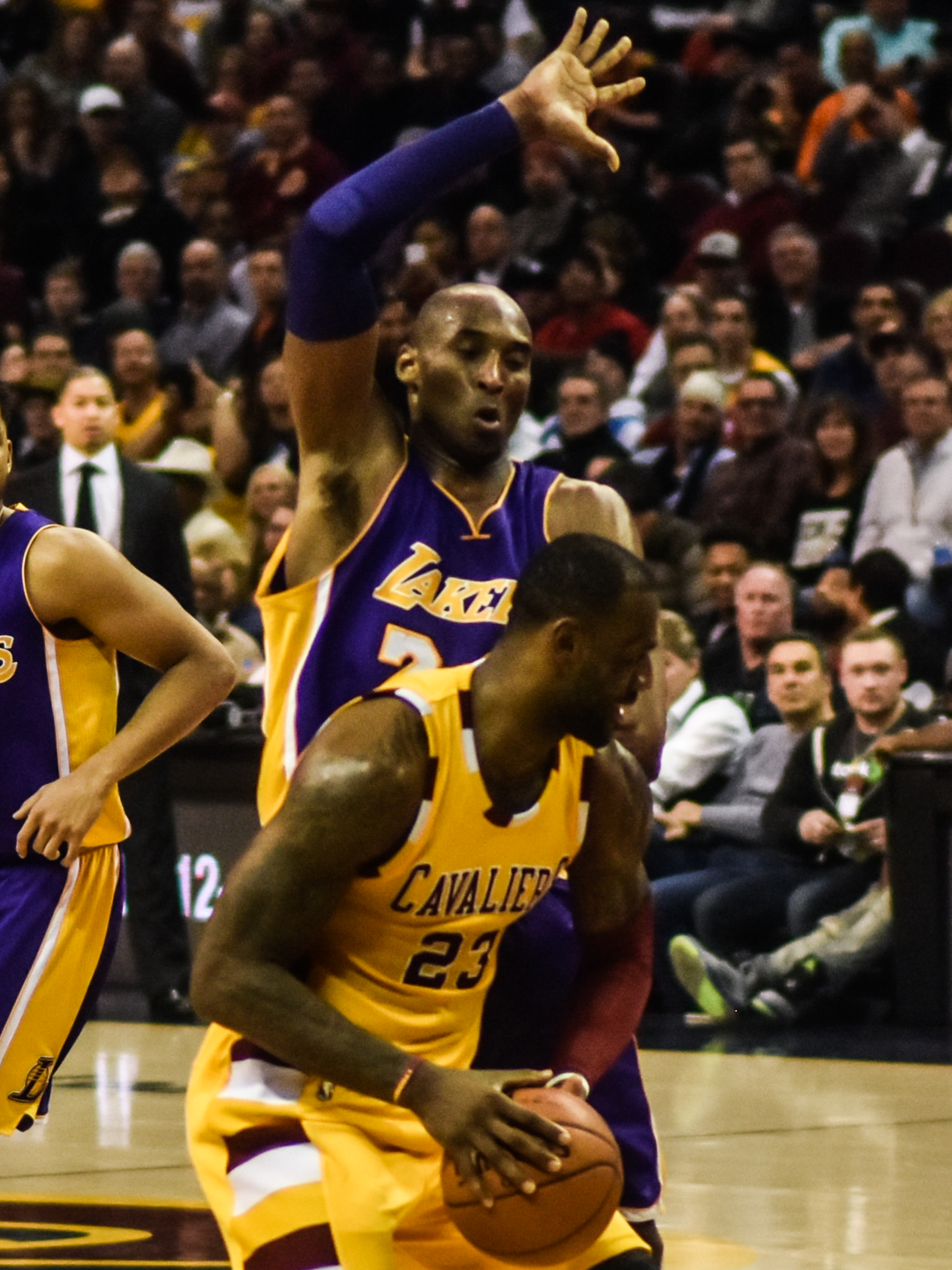
Kobe Bryant đang phòng thủ LeBron James trong trận đấu tháng 2 năm 2016 giữa Los Angeles Lakers và Cleveland Cavaliers

Sau bốn mùa giải thi đấu cho Miami Heat, LeBron James trở lại Cleveland Cavaliers cho mùa giải 2014–15. Anh ấy đã dẫn dắt đội đến trận Chung kết thứ hai với sự giúp đỡ của Kyrie Irving và Kevin Love. Golden State Warriors đã đánh bại Cavaliers trong sáu trận, dẫn đầu bởi "Splash Brothers" Stephen Curry và Klay Thompson. Cavaliers và Warriors đối đầu nhau trong trận Chung kết với kỷ lục bốn lần liên tiếp. Trong mùa giải 2015–16, Warriors kết thúc mùa giải với tỷ số 73–9, kỷ lục mùa giải tốt nhất trong lịch sử NBA. Tuy nhiên, Cavaliers đã vượt qua việc bị dẫn trước 3–1 trong trận Chung kết để giành chức vô địch đầu tiên của họ trong mùa giải đó. Trong mùa giải 2016–17, Warriors đã chiêu mộ cầu thủ tự do Kevin Durant và giành chiến thắng trong trận Chung kết năm 2017 và 2018 trước Cavaliers.
Sau sự ra đi của James vào năm 2018, chuỗi trận playoff và trận Chung kết của Cavaliers đã kết thúc. Warriors có lần thứ năm liên tiếp góp mặt trong trận Chung kết vào năm 2019 nhưng để thua Toronto Raptors, đội đã giành chức vô địch đầu tiên sau khi có được Kawhi Leonard trong một cuộc trao đổi.
Mùa giải 2019–20 bị đình chỉ vô thời hạn vào ngày 11 tháng 3 năm 2020 do đại dịch COVID-19, sau khi trung phong Utah Jazz Rudy Gobert có kết quả xét nghiệm dương tính với virus Corona. Vào ngày 4 tháng 6 năm 2020, Hội đồng Thống đốc NBA đã bỏ phiếu để tiếp tục mùa giải theo thể thức 22 đội với 8 trận xếp hạt giống cho mỗi đội và thể thức vòng loại trực tiếp thông thường, với tất cả các trận đấu diễn ra theo dạng "bong bóng" trong Walt Disney World mà không có bất kỳ người hâm mộ nào đến xem.
Thời đại này cũng chứng kiến lượng người xem NBA liên tục giảm so với cùng kỳ năm trước. Từ năm 2012 đến năm 2019, giải đấu đã mất 40 đến 45% lượng người xem. Trong khi một số trong đó có thể được cho là do "cắt cáp", các giải đấu chuyên nghiệp khác, như NFL và MLB vẫn giữ được lượng người xem ổn định. Trận mở màn Vòng chung kết năm 2020 giữa Los Angeles Lakers và Miami Heat chỉ thu hút 7,41 triệu người xem tại ABC, theo The Hollywood Reporter. Đó được cho là lượng người xem trận Chung kết thấp nhất kể từ ít nhất là năm 1994, khi tổng số người xem bắt đầu được ghi nhận thường xuyên và giảm 45% so với trận một giữa Golden State Warriors và Toronto Raptors, vốn có 13,51 triệu người xem một năm trước đó. Một số người cho rằng sự suy giảm này là do lập trường chính trị mà giải đấu và các cầu thủ của nó đang thực hiện, trong khi những người khác coi việc quản lý tải, sự phân bổ tài năng không đồng đều giữa các liên đoàn và việc hủy đăng ký từ người xem trẻ tuổi là lý do chính dẫn đến sự suy giảm.
Trong các mùa giải 2020–21 và 2021–22, Milwaukee Bucks đánh bại Phoenix Suns tại NBA Finals 2021, giành chức vô địch NBA thứ hai kể từ năm 1971, và Golden State Warriors xuất hiện lần thứ sáu trong trận chung kết, đánh bại Boston Celtics ở NBA Finals 2022, chức vô địch thứ tư của họ sau tám năm.
Mùa giải 2022–23 chứng kiến Denver Nuggets, do trung phong Nikola Jokić dẫn dắt, lần đầu tiên góp mặt tại NBA Finals và đánh bại Miami Heat sau 5 trận để giành chức vô địch NBA đầu tiên.
Mùa giải NBA 2023–24 chứng kiến chiến thắng của Boston Celtics với đội hình toàn sao trước Dallas Mavericks. Celtics giành được chức vô địch thứ 18 của họ, chức vô địch đầu tiên kể từ năm 2008. Với chức vô địch này, họ trở thành đội giàu thành tích nhất NBA.

### Ảnh hưởng quốc tế
Theo chân những người tiên phong như Vlade Divac (Serbia) và Dražen Petrović (Croatia), những người gia nhập NBA vào cuối những năm 1980, ngày càng có nhiều cầu thủ quốc tế chuyển trực tiếp từ việc thi đấu ở những nơi khác trên thế giới sang thi đấu tại NBA. Kể từ năm 2006, NBA đã đối đầu với các đội EuroLeague trong các trận đấu triển lãm trong NBA Europe Live Tour và kể từ năm 2009, trong EuroLeague American Tour.
Mùa giải 2013–14 mở đầu với kỷ lục 92 cầu thủ quốc tế trong danh sách đêm khai mạc, đại diện cho 39 quốc gia và chiếm hơn 20% số lượng cầu thủ của giải đấu. NBA định nghĩa các cầu thủ "quốc tế" là những người sinh ra bên ngoài 50 bang của Hoa Kỳ và Washington, D.C. Điều này có nghĩa là:
Người chơi sinh ra ở các vùng lãnh thổ của Hoa Kỳ như Puerto Rico và Quần đảo Virgin thuộc Hoa Kỳ, đáng chú ý nhất là Tim Duncan, người gốc USVI, được tính là "quốc tế" mặc dù họ là công dân Hoa Kỳ khi sinh ra và thậm chí có thể đã đại diện cho Hoa Kỳ trong cuộc thi quốc tế (như Duncan ).
Các cầu thủ sinh ra ở Hoa Kỳ không được tính là "quốc tế" ngay cả khi họ sinh ra với quốc tịch ở một quốc gia khác và đại diện cho quốc gia đó trên trường quốc tế, chẳng hạn như Joakim Noah và Kosta Koufos.
Đầu mùa giải 2017–18 chứng kiến kỷ lục 108 cầu thủ quốc tế đại diện cho 42 quốc gia, đánh dấu 4 năm liên tiếp có ít nhất 100 cầu thủ quốc tế và mỗi đội có ít nhất một cầu thủ quốc tế. Năm 2018, Phoenix Suns đã thuê huấn luyện viên người Serbia Igor Kokoškov làm huấn luyện viên trưởng mới của họ, thay thế huấn luyện viên tạm thời người Canada Jay Triano, đưa Kokoškov trở thành huấn luyện viên châu Âu đầu tiên trở thành huấn luyện viên trưởng cho một đội ở NBA.
Trong mùa giải 2023–24, Mavericks và Thunder mỗi đội có tám cầu thủ quốc tế trong đội hình của họ. Từ mùa giải 2018 đến 2023, giải thưởng MVP được trao cho cầu thủ quốc tế mỗi năm.

### Những sự phát triển khác
Năm 2001, một giải đấu nhỏ trực thuộc, gọi là Giải đấu Phát triển Bóng rổ Quốc gia, nay gọi là NBA G League, được thành lập.
Hai năm sau khi Hornets chuyển đến New Orleans, NBA quay trở lại North Carolina, khi Charlotte Bobcats được thành lập như một đội mở rộng vào năm 2004.
Đội Hornets tạm thời chuyển đến Thành phố Oklahoma vào năm 2005 trong hai mùa giải vì thiệt hại do bão Katrina gây ra. Đội trở lại New Orleans vào năm 2007.
Một quả bóng thi đấu chính thức mới được giới thiệu vào ngày 28 tháng 6 năm 2006, cho mùa giải 2006–07, đánh dấu lần thay đổi quả bóng đầu tiên trong hơn 35 năm và chỉ là quả bóng thứ hai trong 60 mùa giải. Do Spalding sản xuất, quả bóng mới có thiết kế mới và vật liệu tổng hợp mới mà Spalding tuyên bố mang lại độ bám, cảm giác và tính nhất quán tốt hơn so với quả bóng ban đầu. Tuy nhiên, nhiều cầu thủ lại tỏ ra coi thường quả bóng mới, cho rằng nó quá dính khi khô và quá trơn khi ướt.
Ủy viên Stern thông báo vào ngày 11 tháng 12 năm 2006, rằng bắt đầu từ ngày 1 tháng 1 năm 2007, NBA sẽ quay trở lại sử dụng bóng rổ da truyền thống trước mùa giải 2006–07. Sự thay đổi này bị ảnh hưởng bởi những lời phàn nàn thường xuyên của cầu thủ và những vết thương (vết cắt) ở tay được xác nhận do quả bóng sợi nhỏ gây ra. Hiệp hội cầu thủ đã thay mặt các cầu thủ đệ đơn kiện NBA về quả bóng mới. Kể từ mùa giải 2017–18, áo đấu của đội NBA được sản xuất bởi Nike, thay thế cho nhà cung cấp trước đó là Adidas. Tất cả các đội sẽ mặc áo đấu có logo Nike ngoại trừ Charlotte Hornets, áo thi đấu của họ thay vào đó sẽ có logo Jumpman gắn liền với người đại diện lâu năm của Nike, Michael Jordan, người sở hữu Hornets.
Cục Điều tra Liên bang (FBI) bắt đầu cuộc điều tra vào ngày 19 tháng 7 năm 2007, về những cáo buộc rằng trọng tài kỳ cựu NBA Tim Donaghy đã đặt cược vào các trận bóng rổ mà ông đã điều hành trong hai mùa giải qua và rằng ông đã thực hiện các quyết định ảnh hưởng đến tỷ số chênh lệch trong các trận đấu đó. Vào ngày 15 tháng 8 năm 2007, Donaghy đã nhận tội hai cáo buộc liên bang liên quan đến cuộc điều tra. Donaghy tuyên bố vào năm 2008 rằng một số trọng tài nhất định thân thiện với các cầu thủ và "người của công ty" NBA, đồng thời ông cáo buộc rằng các trọng tài đã ảnh hưởng đến kết quả của một số trận playoff và trận chung kết vào năm 2002 và 2005. Ủy viên NBA David Stern phủ nhận các cáo buộc và nói rằng Donaghy là một trọng tội bị kết án và một "nhân chứng đồng phạm, hợp tác". Donaghy ngồi tù 15 tháng và được trả tự do vào tháng 11 năm 2009. Theo một nghiên cứu độc lập của Ronald Beech ở Game 6 của trận chung kết Western Conference năm 2002 giữa Los Angeles Lakers và Sacramento Kings, mặc dù trọng tài đã tăng cơ hội chiến thắng của Lakers thông qua những pha phạm lỗi trong trận đấu, nhưng không có sự thông đồng nào để giải quyết vấn đề. trò chơi. Khi bị trọng tài cáo buộc là "đối xử với ngôi sao" trong Ván 6 đối với một số cầu thủ, Beech tuyên bố, "dường như có vấn đề với các tiêu chuẩn và phụ cấp khác nhau đối với những cầu thủ khác nhau."
Hội đồng Thống đốc NBA đã chấp thuận yêu cầu của Seattle SuperSonics chuyển đến Thành phố Oklahoma vào ngày 18 tháng 4 năm 2008. Tuy nhiên, đội không thể di chuyển cho đến khi giải quyết xong vụ kiện do thành phố Seattle đệ trình, nhằm giữ SuperSonics ở Seattle trong hai mùa giải còn lại của đội tại KeyArena. Sau một vụ kiện tại tòa án, thành phố Seattle đã giải quyết với nhóm sở hữu SuperSonics vào ngày 2 tháng 7 năm 2008, cho phép đội chuyển đến Thành phố Oklahoma ngay lập tức để đổi lấy việc chấm dứt hai mùa giải cuối cùng trong hợp đồng thuê của đội tại KeyArena. Oklahoma City Thunder bắt đầu thi đấu vào mùa giải 2008–09.
Trận đấu ngoài trời đầu tiên trong kỷ nguyên hiện đại của giải đấu được diễn ra tại Indian Wells Tennis Garden vào ngày 11 tháng 10 năm 2008, giữa Phoenix Suns và Denver Nuggets.
Các trận đấu chính thức đầu tiên của giải NBA trên sân châu Âu diễn ra vào năm 2011. Trong hai trận đấu, New Jersey Nets đối đầu với Toronto Raptors tại O2 Arena ở London trước hơn 20.000 người hâm mộ.
Sau mùa giải 2012–13, New Orleans Hornets được đổi tên thành Pelicans. Trong mùa giải 2013–14, Stern nghỉ hưu sau 30 năm và phó ủy viên Adam Silver lên giữ chức vụ ủy viên. Trong vòng loại trực tiếp của mùa giải đó, Bobcats đã chính thức lấy lại tên Hornets và theo thỏa thuận với liên đoàn và Pelicans, họ cũng nhận được quyền sở hữu duy nhất đối với tất cả lịch sử, hồ sơ và số liệu thống kê từ thời Pelicans ở Charlotte. Do đó, Hornets hiện được chính thức coi là thành lập vào năm 1988, đình chỉ hoạt động vào năm 2002 và tiếp tục hoạt động vào năm 2004 với tên gọi Bobcats, trong khi Pelicans chính thức được coi là một đội mở rộng năm 2002. (Điều này hơi giống với mối quan hệ giữa Cleveland Browns và Baltimore Ravens trong NFL.)
Donald Sterling, người lúc đó là chủ sở hữu của Los Angeles Clippers, đã nhận lệnh cấm suốt đời tại NBA vào ngày 29 tháng 4 năm 2014, sau khi những nhận xét phân biệt chủng tộc mà ông đưa ra được công khai. Sterling cũng bị phạt 2,5 triệu USD, mức phạt tối đa được Hiến pháp NBA cho phép.
Becky Hammon được San Antonio Spurs thuê vào ngày 5 tháng 8 năm 2014, làm trợ lý huấn luyện viên, trở thành nữ huấn luyện viên thứ hai trong lịch sử NBA nhưng là huấn luyện viên toàn thời gian đầu tiên. Điều này cũng khiến bà trở thành nữ huấn luyện viên toàn thời gian đầu tiên ở một trong bốn giải đấu thể thao chuyên nghiệp lớn ở Bắc Mỹ.
NBA đã thông báo vào ngày 15 tháng 4 năm 2016 rằng họ sẽ cho phép tất cả 30 đội của mình bán các miếng dán quảng cáo của nhà tài trợ công ty trên đồng phục thi đấu chính thức, bắt đầu từ mùa giải 2017–18. Các miếng vá quảng cáo tài trợ sẽ xuất hiện ở mặt trước bên trái của áo đấu, đối diện với logo của Nike, đánh dấu lần đầu tiên logo của nhà sản xuất xuất hiện trên áo đấu NBA và có kích thước khoảng 2,5 x 2,5 inch. NBA sẽ trở thành giải đấu thể thao chuyên nghiệp lớn đầu tiên ở Bắc Mỹ cho phép logo tài trợ của công ty trên đồng phục chính thức của đội và là giải đấu cuối cùng có logo nhà sản xuất đồng phục xuất hiện trên đồng phục của đội. Đội đầu tiên công bố tài trợ áo thi đấu là Philadelphia 76ers, đội đã đồng ý thỏa thuận với StubHub.
Vào ngày 6 tháng 7 năm 2017, NBA đã công bố phiên bản cập nhật logo của mình; nó phần lớn giống với thiết kế trước đó, ngoại trừ kiểu chữ đã được sửa đổi và cách phối màu "phong phú hơn". Liên đoàn bắt đầu áp dụng logo được cập nhật theo từng giai đoạn trên các sản phẩm của mình trong Giải NBA Mùa hè 2017.
NBA cũng chính thức phát hành đồng phục Nike mới cho tất cả 30 đội bắt đầu từ mùa giải 2017–18. Liên đoàn đã loại bỏ các chỉ định đồng phục "sân nhà" và "sân khách". Thay vào đó, mỗi đội sẽ có bốn hoặc sáu đồng phục: phiên bản "Association", là đồng phục màu trắng của đội, phiên bản "Icon", là đồng phục màu của đội và đồng phục "Statement" và "City", mà hầu hết các đội đều có. các đội sử dụng làm đồng phục thay thế. Năm 2018, NBA cũng phát hành đồng phục "Earned".
Vào năm 2018, Adam Silver đã thể hiện sự ủng hộ đối với quyết định của Tòa án Tối cao về việc bãi bỏ lệnh cấm cá cược thể thao của liên bang. Silver nghĩ rằng nó sẽ mang lại sự minh bạch và liêm chính cao hơn cũng như các cơ hội kinh doanh. Trước khi chỉ định DraftKings và FanDuel là đối tác cá cược thể thao đồng chính thức của NBA vào năm 2021, NBA lần đầu tiên chỉ định MGM là đối tác cá cược chính thức độc quyền của NBA và WNBA — giải đấu thể thao lớn đầu tiên của Mỹ làm như vậy. Với thỏa thuận giữa 76ers và nhà cái FOX Bet lúc bấy giờ là thỏa thuận đầu tiên giữa một đội NBA và một ứng dụng cá cược thể thao, sau đó có nhiều đội hợp tác với các nhà cái hơn. Việc chấp nhận sớm cá cược thể thao này đã khiến bóng rổ trở thành môn thể thao được đặt cược nhiều nhất ở Hoa Kỳ thay vì bóng bầu dục vào năm 2023.

## Các đội bóng
NBA bắt nguồn từ năm 1946 với 11 đội và thông qua một loạt các lần mở rộng, cắt giảm và chuyển địa điểm hiện có 30 đội. Hoa Kỳ là sân nhà của 29 đội; duy chỉ có Toronto Raptors đặt đại bản doanh ở Canada.
Tổ chức giải đấu hiện tại chia 30 đội thành hai miền gồm ba khu vực mỗi miền, năm đội mỗi khu vực. Sự liên kết giữa các bộ phận hiện tại đã được giới thiệu trong mùa giải 2004–05. Phản ánh sự phân bổ dân số của Hoa Kỳ và Canada nói chung, hầu hết các đội đều ở nửa phía đông của đất nước: 13 đội ở miền Đông, 9 ở miền Trung, 3 ở miền Núi, và 5 ở khu vực Thái Bình Dương.
| Liên đoàn           | Phân khu        | Đội                    | Địa điểm                   | Nhà thi đấu                | Sức chứa | Tọa độ                                            | Thành lập | Gia nhập |
| ------------------- | --------------- | ---------------------- | -------------------------- | -------------------------- | -------- | ------------------------------------------------- | --------- | -------- |
| Liên đoàn miền Đông | Đại Tây Dương   | Boston Celtics         | Boston, Massachusetts      | TD Garden                  | 19,156   | 42°21′59″B 71°03′44″T / 42,366303°B 71,062228°T   | 1946      | 1946     |
| Liên đoàn miền Đông | Đại Tây Dương   | Brooklyn Nets          | New York, New York         | Barclays Center            | 17,732   | 40°40′58″B 73°58′29″T / 40,68265°B 73,974689°T    | 1967*     | 1976     |
| Liên đoàn miền Đông | Đại Tây Dương   | New York Knicks        | New York, New York         | Madison Square Garden      | 19,812   | 40°45′02″B 73°59′37″T / 40,750556°B 73,993611°T   | 1946      | 1946     |
| Liên đoàn miền Đông | Đại Tây Dương   | Philadelphia 76ers     | Philadelphia, Pennsylvania | Wells Fargo Center         | 20,478   | 39°54′04″B 75°10′19″T / 39,901111°B 75,171944°T   | 1946*     | 1949     |
| Liên đoàn miền Đông | Đại Tây Dương   | Toronto Raptors        | Toronto, Ontario           | Scotiabank Arena           | 19,800   | 43°38′36″B 79°22′45″T / 43,643333°B 79,379167°T   | 1995      | 1995     |
| Liên đoàn miền Đông | Trung           | Chicago Bulls          | Chicago, Illinois          | United Center              | 20,917   | 41°52′50″B 87°40′27″T / 41,880556°B 87,674167°T   | 1966      | 1966     |
| Liên đoàn miền Đông | Trung           | Cleveland Cavaliers    | Cleveland, Ohio            | Rocket Mortgage FieldHouse | 19,432   | 41°29′47″B 81°41′17″T / 41,496389°B 81,688056°T   | 1970      | 1970     |
| Liên đoàn miền Đông | Trung           | Detroit Pistons        | Detroit, Michigan          | Little Caesars Arena       | 20,332   | 42°20′28″B 83°03′18″T / 42,341111°B 83,055°T      | 1937*     | 1948     |
| Liên đoàn miền Đông | Trung           | Indiana Pacers         | Indianapolis, Indiana      | Gainbridge Fieldhouse      | 17,923   | 39°45′50″B 86°09′20″T / 39,763889°B 86,155556°T   | 1967      | 1976     |
| Liên đoàn miền Đông | Trung           | Milwaukee Bucks        | Milwaukee, Wisconsin       | Fiserv Forum               | 17,341   | 43°02′37″B 87°55′01″T / 43,043611°B 87,916944°T   | 1968      | 1968     |
| Liên đoàn miền Đông | Đông Nam        | Atlanta Hawks          | Atlanta, Georgia           | State Farm Arena           | 16,600   | 33°45′26″B 84°23′47″T / 33,757222°B 84,396389°T   | 1946*     | 1949     |
| Liên đoàn miền Đông | Đông Nam        | Charlotte Hornets      | Charlotte, North Carolina  | Spectrum Center            | 19,077   | 35°13′30″B 80°50′21″T / 35,225°B 80,839167°T      | 1988*     | 1988*    |
| Liên đoàn miền Đông | Đông Nam        | Miami Heat             | Miami, Florida             | Kaseya Center              | 19,600   | 25°46′53″B 80°11′17″T / 25,781389°B 80,188056°T   | 1988      | 1988     |
| Liên đoàn miền Đông | Đông Nam        | Orlando Magic          | Orlando, Florida           | Kia Center                 | 18,846   | 28°32′21″B 81°23′01″T / 28,539167°B 81,383611°T   | 1989      | 1989     |
| Liên đoàn miền Đông | Đông Nam        | Washington Wizards     | Washington, D.C.           | Capital One Arena          | 20,356   | 38°53′53″B 77°01′15″T / 38,898056°B 77,020833°T   | 1961*     | 1961*    |
| Liên đoàn miền Tây  | Tây Bắc         | Denver Nuggets         | Denver, Colorado           | Ball Arena                 | 19,520   | 39°44′55″B 105°00′27″T / 39,748611°B 105,0075°T   | 1967      | 1976     |
| Liên đoàn miền Tây  | Tây Bắc         | Minnesota Timberwolves | Minneapolis, Minnesota     | Target Center              | 18,798   | 44°58′46″B 93°16′34″T / 44,979444°B 93,276111°T   | 1989      | 1989     |
| Liên đoàn miền Tây  | Tây Bắc         | Oklahoma City Thunder  | Oklahoma City, Oklahoma    | Paycom Center              | 18,203   | 35°27′48″B 97°30′54″T / 35,463333°B 97,515°T      | 1967*     | 1967*    |
| Liên đoàn miền Tây  | Tây Bắc         | Portland Trail Blazers | Portland, Oregon           | Moda Center                | 19,393   | 45°31′54″B 122°40′00″T / 45,531667°B 122,666667°T | 1970      | 1970     |
| Liên đoàn miền Tây  | Tây Bắc         | Utah Jazz              | Salt Lake City, Utah       | Delta Center               | 18,306   | 40°46′06″B 111°54′04″T / 40,768333°B 111,901111°T | 1974*     | 1974*    |
| Liên đoàn miền Tây  | Thái Bình Dương | Golden State Warriors  | San Francisco, California  | Chase Center               | 18,064   | 37°46′05″B 122°23′15″T / 37,768056°B 122,3875°T   | 1946*     | 1946*    |
| Liên đoàn miền Tây  | Thái Bình Dương | Los Angeles Clippers   | Inglewood, California      | Intuit Dome                | 18,000   | 33°56′42″B 118°20′35″T / 33,9451°B 118,3431°T     | 1970*     | 1970*    |
| Liên đoàn miền Tây  | Thái Bình Dương | Los Angeles Lakers     | Los Angeles, California    | Crypto.com Arena           | 19,079   | 34°02′35″B 118°16′02″T / 34,043056°B 118,267222°T | 1947*     | 1948     |
| Liên đoàn miền Tây  | Thái Bình Dương | Phoenix Suns           | Phoenix, Arizona           | Footprint Center           | 16,645   | 33°26′45″B 112°04′17″T / 33,445833°B 112,071389°T | 1968      | 1968     |
| Liên đoàn miền Tây  | Thái Bình Dương | Sacramento Kings       | Sacramento, California     | Golden 1 Center            | 17,608   | 38°38′57″B 121°31′05″T / 38,649167°B 121,518056°T | 1923*     | 1948     |
| Liên đoàn miền Tây  | Tây Nam         | Dallas Mavericks       | Dallas, Texas              | American Airlines Center   | 19,200   | 32°47′26″B 96°48′37″T / 32,790556°B 96,810278°T   | 1980      | 1980     |
| Liên đoàn miền Tây  | Tây Nam         | Houston Rockets        | Houston, Texas             | Toyota Center              | 18,055   | 29°45′03″B 95°21′44″T / 29,750833°B 95,362222°T   | 1967*     | 1967*    |
| Liên đoàn miền Tây  | Tây Nam         | Memphis Grizzlies      | Memphis, Tennessee         | FedExForum                 | 18,119   | 35°08′18″B 90°03′02″T / 35,138333°B 90,050556°T   | 1995*     | 1995*    |
| Liên đoàn miền Tây  | Tây Nam         | New Orleans Pelicans   | New Orleans, Louisiana     | Smoothie King Center       | 16,867   | 29°56′56″B 90°04′55″T / 29,948889°B 90,081944°T   | 2002*     | 2002*    |
| Liên đoàn miền Tây  | Tây Nam         | San Antonio Spurs      | San Antonio, Texas         | Frost Bank Center          | 18,418   | 29°25′37″B 98°26′15″T / 29,426944°B 98,4375°T     | 1967*     | 1976     |

Ghi chú
1. Dấu hoa thị (*) biểu thị một lần di chuyển đội bóng. Xem các bài viết về đội tương ứng để biết thêm thông tin.
2. Fort Wayne Pistons, Minneapolis Lakers và Rochester Royals đều gia nhập NBA (BAA) vào năm 1948 từ NBL.
3. Syracuse Nationals và Tri-Cities Blackhawks gia nhập NBA vào năm 1949 như một phần của sự sáp nhập BAA-NBL.
4. Indiana Pacers, New York Nets, San Antonio Spurs, và Denver Nuggets đều gia nhập NBA vào năm 1976 như một phần của sự sát nhập ABA-NBA.
5. Charlotte Hornets được coi là phần tiếp theo của đội bóng Charlotte ban đầu, tạm dừng hoạt động vào năm 2002 và gia nhập lại giải đấu vào năm 2004. Họ được biết đến với cái tên Bobcats từ năm 2004 đến 2014. New Orleans Pelicans được coi là được thành lập như một đội mở rộng vào năm 2002, ban đầu được gọi là New Orleans Hornets cho đến năm 2013.

## Mùa giải thường niên
Giải được chia thành 2 liên đoàn (Miền), Đông và Tây. Mỗi liên đoàn được chia thành 3 khu vực, mỗi khu vực 5 đội. Các đội sẽ thi đấu 3 giai đoạn: Trước mùa giải (Preseason), mùa chính (Regular Season) và Playoff.
- Trước mùa giải: Thi đấu ngẫu nhiên không xếp hạng và có thể với các đội nước ngoài.
- Mùa chính: Mỗi đội sẽ thi đấu 82 trận, 4 trận với các đội trong cùng khu vực, 3-4 trận với các đội trong miền (đấu 4 trận với 6 đội và 3 trận với 4 đội còn lại, tùy sắp xếp của giải theo từng năm), 2 trận với các đội miền bên kia. Hết giai đoạn chính, 6 đội xếp hạng cao nhất mỗi miền sẽ vào vòng playoff, 4 đội tiếp theo sẽ tham dự vòng play-in. Bắt đầu từ năm 2023, đội vô địch mùa giải chính (có thành tích tốt nhất toàn giải) sẽ nhận Cúp Maurice Podoloff, trước đây vốn được trao cho cầu thủ xuất sắc nhất mùa giải chính (hiện đã được thay thế bằng Cúp Michael Jordan).
  - Cúp NBA: Bắt đầu từ mùa giải 2023–24, NBA triển khai giải đấu in-season (lấy tên là Cúp NBA từ mùa giải 2024–25) lấy cảm hứng từ các giải đấu cúp của bóng đá châu Âu. 30 đội được chia làm 6 bảng đấu (mỗi miền 3 bảng), mỗi bảng 5 đội (Lưu ý: Các bảng đấu không đồng nhất với các khu vực), thi đấu vòng tròn 1 lượt tính điểm (mỗi đội thi đấu 2 trận sân nhà và 2 trận sân khách) chọn ra 6 đội nhất bảng và 2 đội nhì bảng có thành tích tốt nhất (mỗi miền 1 đội) vào vòng loại trực tiếp. Lưu ý quan trọng: Toàn bộ kết quả của giải này (trừ trận chung kết) cũng được tính vào bảng xếp hạng của mùa giải chính. Do vậy, NBA sẽ điều chỉnh số trận theo khung gốc sao cho phù hợp với giải đấu. 22 đội bị loại ở vòng bảng sẽ thi đấu thêm 2 trận (bù cho 2 lượt trận tứ kết và bán kết) với 2 đội khác nhau cũng bị loại từ vòng bảng (1 trận sân nhà và 1 trận sân khách). 4 đội bị loại ở tứ kết sẽ bắt cặp đối đầu với nhau (bù cho lượt trận bán kết).
- Play-in: Đây là giai đoạn đặc biệt được xuất hiện lần đầu tiên ờ mùa giải 2019-20, do ảnh hưởng của Đại dịch COVID-19 tại Hoa Kỳ. 
  - Năm 2020, trong trường hợp đội xếp thứ 9 kém đội xếp thứ 8 tối đa 4 trận, 2 đội sẽ thi đấu theo thể thức Bo3 - Best of 3 (3 trận thắng 2, tức đội nào thắng 2 trận trước sẽ là đội đi tiếp). Trong đó, đội xếp thứ 8 sẽ có lợi thế dẫn 1-0.
  - Từ năm 2021, các đội xếp từ thứ 7 đến thứ 10 ở mỗi miền sẽ thi đấu vòng Play-in theo thể thức nhánh thắng - nhánh thua:
    - Vòng 1 Nhánh thắng: Đội xếp thứ 7 vs Đội xếp thứ 8: Đội thắng vào vòng Playoffs với tư cách là hạt giống số 7 của miền, đội thua xuống vòng 2 nhánh thua.
    - Vòng 1 Nhánh thua: Đội xếp thứ 9 vs Đội xếp thứ 10: Đội thắng vào vòng 2 nhánh thua, đội thua bị loại.
    - Vòng 2 Nhánh thua: Thua Vòng 1 Nhánh thắng vs Thắng Vòng 1 Nhánh thua: Đội thắng vào vòng Playoffs với tư cách là hạt giống số 8 của miền, đội thua bị loại.

  - Các cặp trận thi đấu theo thể thức Bo1 (tức là thi đấu 1 trận duy nhất).
- Playoffs: 8 đội mỗi miền sẽ thi đấu với nhau, 2 miền thi đấu playoff riêng biệt. Đội xếp hạng 1 đấu với hạng 8 (thứ hạng hạt giống dựa trên thành tích mùa chính), 2 đấu với 7, 3 đấu với 6, 4 đấu với 5. Đội thắng trong mỗi cặp sẽ vào bán kết miền. 2 đội thắng trận bán kết sẽ vào chung kết miền. Đội vô địch 2 miền Tây và Đông sẽ thi đấu Chung kết tổng (NBA Finals) để xác định đội vô địch. Tất cả các vòng sẽ thi đấu theo thể thức Bo7 - Best of 7 (7 trận thắng 4, tức đội nào thắng 4 trận mỗi vòng trước sẽ là đội thắng vòng đó, áp dụng cho cả Chung kết tổng NBA). Lợi thế sân nhà (thi đấu tối đa 4 trận trên sân nhà) sẽ được dành cho đội xếp hạng hạt giống cao hơn.

## Playoffs
NBA playoffs bắt đầu vào tháng 4 sau khi kết thúc mùa giải chính và giải đấu play-in với tám đội đứng đầu trong mỗi liên đoàn, bất kể thứ hạng giữa các phân khu, cạnh tranh cho danh hiệu vô địch của giải đấu, cúp Larry O'Brien Championship Trophy. Hạt giống được sắp xếp theo thứ tự của thành tích mùa giải thường niên (với hệ thống tiebreak được sử dụng khi cần thiết).

Cúp Larry O'Brien Championship Trophy được trao hàng năm cho đội chiến thắng NBA Finals, loạt trận tranh chức vô địch của giải đấu kết thúc vòng loại trực tiếp.

Có hạt giống cao hơn mang lại một số lợi thế. Vì hạt giống số một bắt đầu vòng playoffs đấu với hạt giống số tám, hạt giống thứ hai đấu với hạt giống số bảy, hạt giống thứ ba đấu với hạt giống thứ sáu và hạt giống thứ tư đấu với hạt giống thứ năm, hạt giống cao hơn thường có nghĩa là một đội phải đối mặt với một đối thủ yếu hơn ở vòng đầu tiên. Đội nào ở mỗi loạt trận có thành tích tốt hơn trong mùa giải chính đều có lợi thế sân nhà, bao gồm cả Chung kết.
Giải đấu bắt đầu sử dụng thể thức hiện tại, với tám đội đứng đầu trong mỗi liên đoàn sẽ vào playoffs bất kể thứ hạng tại phân khu, trong mùa giải 2015–16. Trước đó, ba hạt giống hàng đầu thuộc về đội đứng đầu phân khu của mình.
Vòng loại trực tiếp diễn ra theo thể thức giải đấu. Mỗi đội đấu với một đối thủ trong loạt bảy trận (BO7), với đội đầu tiên thắng bốn trận sẽ vào vòng tiếp theo, trong khi đội còn lại bị loại khỏi vòng loại trực tiếp. Ở vòng tiếp theo, đội thắng sẽ đấu với một đội đi tiếp khác của cùng liên đoàn. Tất cả trừ một đội trong mỗi liên đoàn đều bị loại khỏi vòng loại trực tiếp. Vì NBA không xếp lại các đội hạt giống nên vòng loại trực tiếp trong mỗi bảng miền là nhánh đấu cố định, với đội thắng trong loạt trận đấu với đội hạt giống số một và số tám đấu với đội thắng trong loạt đấu với đội hạt giống thứ tư và thứ năm. đội chiến thắng trong loạt đấu với đội hạt giống thứ hai và thứ bảy đấu với đội thắng trong loạt trận đấu với đội hạt giống thứ ba và thứ sáu. Trong mỗi vòng đấu, loạt trận 7 trận diễn ra theo mô hình sân nhà 2–2–1–1–1, nghĩa là một đội sẽ có sân nhà trong các trận 1, 2, 5 và 7, trong khi đội kia thi đấu trên sân nhà trong các trận 3, 4 và 6. Từ năm 1985 đến năm 2013, Vòng chung kết NBA diễn ra theo mô hình 2–3–2, nghĩa là một đội có sân nhà trong các trận 1, 2, 6 và 7, trong khi đội kia thi đấu trên sân nhà trong các ván 3, 4 và 5.
Vòng playoff cuối cùng, loạt trận BO7 giữa những đội vô địch 2 miền Tây và Đông, được gọi là NBA Finals và được tổ chức hàng năm vào tháng 6 (đôi khi, loạt trận sẽ bắt đầu vào cuối tháng 5 nếu các vòng trước kết thúc sớm). Người chiến thắng trong trận chung kết NBA sẽ nhận được Cúp vô địch Larry O'Brien. Mỗi người chơi và người đóng góp chính — bao gồm huấn luyện viên và tổng giám đốc — của đội chiến thắng sẽ nhận được chiếc nhẫn vô địch. Ngoài ra, liên đoàn còn trao Giải thưởng Bill Russell MVP NBA Finals cho cầu thủ có thành tích xuất sắc nhất trong loạt trận.

## Nhà vô địch
Boston Celtics có nhiều chức vô địch nhất, với 18 lần vô địch NBA Finals. Los Angeles Lakers có nhiều thứ hai với 17 lần. Golden State Warriors và Chicago Bulls lần lượt đứng thứ ba và thứ tư với bảy và sáu danh hiệu.
| Đội                                                          | Thắng | Thua | Tổng cộng | Năm vô địch                                                                                                | Năm á quân                                                                               |
| ------------------------------------------------------------ | ----- | ---- | --------- | --- | ---------------------------------------------------------------------------------------- |
| Boston Celtics                                               | 18    | 5    | 23        | 1957, 1959, 1960, 1961, 1962, 1963, 1964, 1965, 1966, 1968, 1969, 1974, 1976, 1981, 1984, 1986, 2008, 2024 | 1958, 1985, 1987, 2010, 2022                                                             |
| Minneapolis/Los Angeles Lakers                               | 17    | 15   | 32        | 1949, 1950, 1952, 1953, 1954, 1972, 1980, 1982, 1985, 1987, 1988, 2000, 2001, 2002, 2009, 2010, 2020       | 1959, 1962, 1963, 1965, 1966, 1968, 1969, 1970, 1973, 1983, 1984, 1989, 1991, 2004, 2008 |
| Philadelphia/San Francisco/Golden State Warriors             | 7     | 5    | 12        | 1947, 1956, 1975, 2015, 2017, 2018, 2022                                                                   | 1948, 1964, 1967, 2016, 2019                                                             |
| Chicago Bulls                                                | 6     | 0    | 6         | 1991, 1992, 1993, 1996, 1997, 1998                                                                         | —                                                                                        |
| San Antonio Spurs                                            | 5     | 1    | 6         | 1999, 2003, 2005, 2007, 2014                                                                               | 2013                                                                                     |
| Syracuse Nationals/Philadelphia 76ers                        | 3     | 6    | 9         | 1955, 1967, 1983                                                                                           | 1950, 1954, 1977, 1980, 1982, 2001                                                       |
| Fort Wayne/Detroit Pistons                                   | 3     | 4    | 7         | 1989, 1990, 2004                                                                                           | 1955, 1956, 1988, 2005                                                                   |
| Miami Heat                                                   | 3     | 4    | 7         | 2006, 2012, 2013                                                                                           | 2011, 2014, 2020, 2023                                                                   |
| New York Knicks                                              | 2     | 6    | 8         | 1970, 1973                                                                                                 | 1951, 1952, 1953, 1972, 1994, 1999                                                       |
| Houston Rockets                                              | 2     | 2    | 4         | 1994, 1995                                                                                                 | 1981, 1986                                                                               |
| Milwaukee Bucks                                              | 2     | 1    | 3         | 1971, 2021                                                                                                 | 1974                                                                                     |
| Cleveland Cavaliers                                          | 1     | 4    | 5         | 2016 | 2007, 2015, 2017, 2018                                                                   |
| St. Louis/Atlanta Hawks                                      | 1     | 3    | 4         | 1958 | 1957, 1960, 1961                                                                         |
| Baltimore/Washington Bullets (bây giờ là Washington Wizards) | 1     | 3    | 4         | 1978 | 1971, 1975, 1979                                                                         |
| Seattle SuperSonics/Oklahoma City Thunder                    | 1     | 3    | 4         | 1979 | 1978, 1996, 2012                                                                         |
| Portland Trail Blazers                                       | 1     | 2    | 3         | 1977 | 1990, 1992                                                                               |
| Dallas Mavericks                                             | 1     | 2    | 3         | 2011 | 2006, 2024                                                                               |
| Baltimore Bullets (gốc) (giải thể năm 1954)                  | 1     | 0    | 1         | 1948 | —                                                                                        |
| Rochester Royals (bây giờ là Sacramento Kings)               | 1     | 0    | 1         | 1951 | —                                                                                        |
| Toronto Raptors                                              | 1     | 0    | 1         | 2019 | —                                                                                        |
| Denver Nuggets                                               | 1     | 0    | 1         | 2023 | —                                                                                        |
| Phoenix Suns                                                 | 0     | 3    | 3         | — | 1976, 1993, 2021                                                                         |
| Utah Jazz (trước đây là New Orleans Jazz)                    | 0     | 2    | 2         | — | 1997, 1998                                                                               |
| New Jersey Nets (bây giờ là Brooklyn Nets)                   | 0     | 2    | 2         | — | 2002, 2003                                                                               |
| Orlando Magic                                                | 0     | 2    | 2         | — | 1995, 2009                                                                               |
| Chicago Stags (giải thể năm 1950)                            | 0     | 1    | 1         | — | 1947                                                                                     |
| Washington Capitols (giải thể năm 1951)                      | 0     | 1    | 1         | — | 1949                                                                                     |
| Indiana Pacers                                               | 0     | 1    | 1         | — | 2000                                                                                     |

Các đội hiện tại chưa từng tham dự NBA Finals:
- Charlotte Hornets (trước đây là Charlotte Bobcats)
- Los Angeles Clippers (trước đây là Buffalo Braves, San Diego Clippers)
- Memphis Grizzlies (trước đây là Vancouver Grizzlies)
- Minnesota Timberwolves
- New Orleans Pelicans (trước đây là New Orleans Hornets, New Orleans/Oklahoma City Hornets)

## Truyền thông phủ sóng

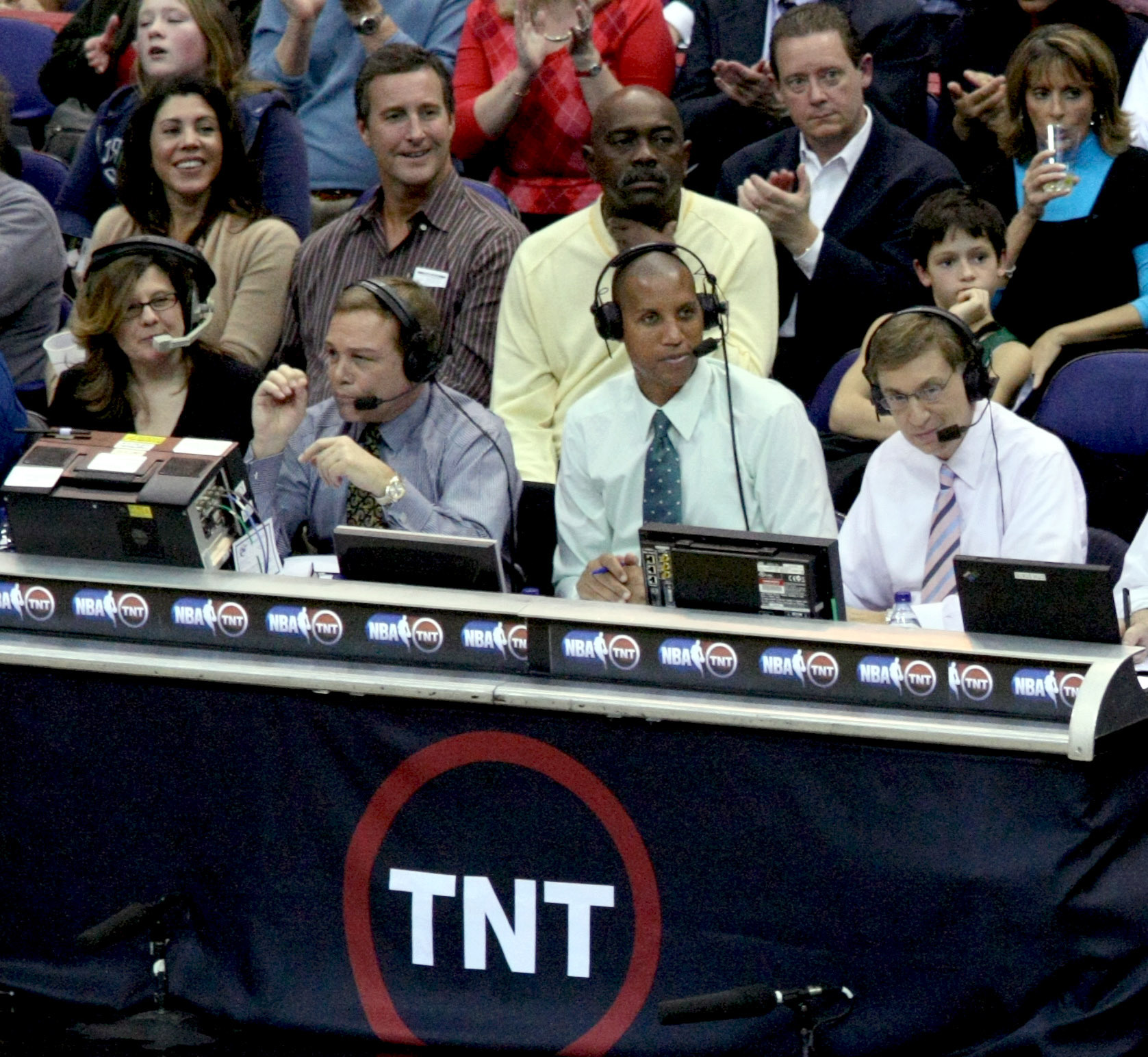
Một dàn bình luận viên NBA on TNT trong 1 trận đấu tháng 12/2008

Là một trong những giải đấu thể thao lớn ở Bắc Mỹ, NBA có lịch sử hợp tác lâu dài với các mạng truyền hình ở Mỹ. NBA đã ký hợp đồng với Mạng Truyền hình DuMont trong mùa giải thứ tám, mùa giải 1953–54, đánh dấu năm đầu tiên NBA có đài truyền hình quốc gia. Tương tự như National Football League, việc thiếu các đài truyền hình đã dẫn đến việc NBC tiếp quản bản quyền từ mùa giải 1954–55 cho đến ngày 7 tháng 4 năm 1962 – nhiệm kỳ đầu tiên của NBC với NBA. Hiện tại ở Hoa Kỳ, NBA có hợp đồng với ESPN. (và ABC) và TNT cho đến mùa giải 2024–25. Các trận đấu không được phát sóng trên toàn quốc thường được phát sóng trên các mạng thể thao khu vực dành riêng cho khu vực có các đội.

## Các giải đấu quốc tế
Các đội bóng thuộc hiệp hội bóng rổ quốc gia thỉnh thoảng tham gia các giải đấu cấp câu lạc bộ với các đội quốc tế. Giải đấu quốc tế đầu tiên có sự tham gia của NBA là trận đấu triển lãm năm 1978 tại Tel Aviv, Israel giữa Washington Bullets và câu lạc bộ Israel Maccabi Tel Aviv. Từ năm 1987 đến năm 1999, một đội NBA đã thi đấu với các đội vô địch câu lạc bộ đến từ Châu Á, Châu Âu và Nam Mỹ trong McDonald's Championship. Giải đấu này có đội chiến thắng là đội của NBA mỗi năm nó được tổ chức.

## Giá vé và nhân khẩu học người xem
Vào năm 2022, một vé trung bình có giá 77,75 USD. Tùy thuộc vào thị trường và giai đoạn của mùa giải—trước mùa giải, mùa giải thường niên, sau mùa giải—một vé có thể dao động từ 10 USD đến 100.000 USD.
Vào năm 2020, giá vé của NBA All Star Game trở nên đắt hơn bao giờ hết, trung bình khoảng 2.600 USD và thậm chí còn cao hơn trên thị trường thứ cấp.

### Nhân khẩu học về lượng người xem
Theo khảo sát của Nielsen, vào năm 2013, NBA có lượng khán giả trẻ nhất, với 45% người xem dưới 35 tuổi. Tính đến năm 2022, giải đấu vẫn có ít phụ nữ theo dõi nhất, những người chỉ chiếm 30% lượng người xem.  Tính đến năm 2014, 45% người xem là người da đen, trong khi 40% người xem là người da trắng, khiến đây trở thành môn thể thao hàng đầu Bắc Mỹ duy nhất không có lượng khán giả đa số là người da trắng.
Tính đến năm 2017, mức độ phổ biến của NBA ngày càng giảm đối với người Mỹ da trắng, những người trong mùa giải 2016–17 chỉ chiếm 34% lượng người xem. Đồng thời, lượng người xem da đen tăng lên 47%, trong khi người gốc Tây Ban Nha (thuộc bất kỳ chủng tộc nào) đứng ở mức 11% và lượng người xem châu Á đứng ở mức 8%. Theo cuộc thăm dò tương tự, NBA được đảng Dân chủ ưa chuộng hơn đảng Cộng hòa.
Bên ngoài Hoa Kỳ, thị trường quốc tế lớn nhất của NBA là ở Trung Quốc, nơi có khoảng 800 triệu khán giả đã theo dõi mùa giải 2017–18. NBA Trung Quốc có giá trị xấp xỉ 4 tỷ USD.

## Tranh cãi và chỉ trích
NBA đã vướng vào một số tranh cãi trong những năm qua và nhận được rất nhiều lời chỉ trích.

## Những người đáng chú ý

### Các vị chủ tịch và ủy viên

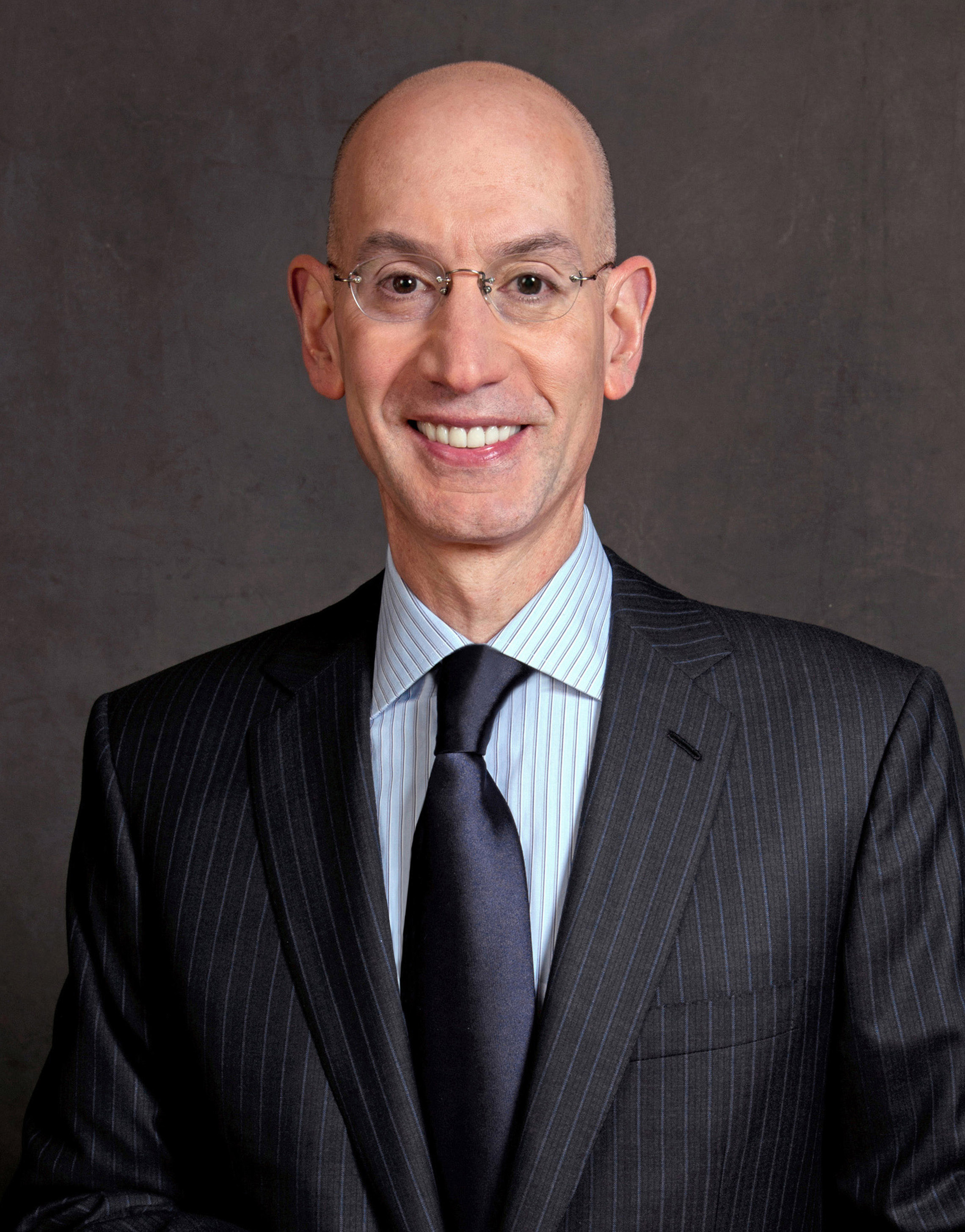
Adam Silver, ủy viên NBA từ 2014

- Maurice Podoloff, Chủ tịch từ năm 1946 đến 1963[124]
- Walter Kennedy, Chủ tịch từ năm 1963 đến 1967 và ủy viên từ năm 1967 đến 1975[125]
- Larry O'Brien, Commissioner from 1975 to 1984[126]
- David Stern, Ủy viên từ 1984 tới 2014[127][128]
- Adam Silver, Ủy viên từ 2014 tới hiện tại[129]

### Cầu thủ
- NBA Đội hình kỉ niệm 75 năm
- Danh sách cầu thủ NBA
  - Danh sách cầu thủ NBA nước ngoài, danh sách dành cho cầu thủ không đến từ Hoa Kỳ

### Cầu thủ nước ngoài

#### Ảnh hưởng quốc tế
Theo chân những người tiên phong như Vlade Divac (Serbia) và Dražen Petrović (Croatia), những người gia nhập NBA vào cuối những năm 1980, ngày càng có nhiều cầu thủ quốc tế chuyển trực tiếp từ việc thi đấu ở những nơi khác trên thế giới sang thi đấu tại NBA. Dưới đây là danh sách ngắn các cầu thủ nước ngoài đã giành được giải thưởng NBA hoặc đã được công nhận vì những đóng góp của họ cho bóng rổ, hiện tại hoặc trước đây đã hoạt động trong giải đấu:
- Dražen Petrović, Croatia – được giới thiệu vào Sảnh danh vọng bóng rổ Naismith năm 2002, người chiến thắng bốn lần Euroscar, hai lần chiến thắng Mr. Europa, MVP của 1986 FIBA World Championship và EuroBasket 1989, huy chương bạc Olympic hai lần, nhà vô địch thế giới, nhà vô địch châu Âu, 50 Người đóng góp vĩ đại nhất EuroLeague.[130]
- Vlade Divac, Serbia – được giới thiệu vào Sảnh danh vọng bóng rổ Naismith năm 2019, huy chương bạc Olympic hai lần, 2001 NBA All-Star, hai lần vô địch thế giới, ba lần vô địch châu Âu, người chiến thắng Mr. Europa năm 1989, 50 người đóng góp vĩ đại nhất cho EuroLeague.
- Šarūnas Marčiulionis, Lithuania – được giới thiệu  vào Sảnh danh vọng bóng rổ Naismith năm 2014. Cầu thủ đầu tiên của Liên Xô và là một trong những cầu thủ châu Âu đầu tiên ký hợp đồng với một câu lạc bộ NBA và chơi ổn định ở giải đấu, giúp dẫn đường cho quá trình quốc tế hóa giải đấu vào cuối những năm 1990.[131]
- Toni Kukoč, Croatia – được giới thiệu vào Sảnh danh vọng bóng rổ Naismith năm, 3 lần vô địch NBA với Chicago Bulls (1996, 1997, 1998), Giải thưởng Cầu thủ dự bị năm 1996, được vinh danh vào năm 2008 với tư cách là một trong 50 người đóng góp vĩ đại nhất EuroLeague.[132]
- Arvydas Sabonis, Lithuania – được giới thiệu vào Naismith Memorial Basketball Hall of Fame năm 2011, năm lần chiến thắng Euroscar, hai lần chiến thắng Mr. Europa, huy chương vàng Olympic năm 1988 với Liên Xô và huy chương đồng vào năm 1992 và 1996 với Lithuania, All-Rookie First Team NBA năm 1996, 50 người đóng góp vĩ đại nhất cho EuroLeague.[133]
- Peja Stojaković, Serbia – Nhà vô địch NBA với Dallas Mavericks (2011), MVP của EuroBasket 2001, thành viên của All-Tournament Team trong 2002 FIBA World Championship, chiến thắng Euroscar năm 2001, chiến thắng Mr. Europa hai lần, hai lần chiến thắng Cuộc thi ném 3 NBA, ba lần NBA All-Star.
- Dirk Nowitzki, Đức – nhà vô địch NBA với Dallas Mavericks (2011), MVP của 2002 FIBA World Championship và EuroBasket 2005, thành viên của All-Tournament Team trong 2002 FIBA World Championship, sáu lần vô địch Euroscar, chiến thắng Mr. Europa năm 2005, hai lần chiến thắng Cầu thủ xuất sắc nhất châu Âu của FIBA, 2007 NBA MVP, 2011 Bill Russell NBA Finals Giải thưởng Cầu thủ xuất sắc nhất, chiến thắng Cuộc thi ném 3 NBA  2006 và 14 lần tham gia NBA All-Star.
- Hedo Türkoğlu, Thổ Nhĩ Kỳ – Người chiến thắng Giải thưởng Cầu thủ tiến bộ nhất năm 2008, thành viên của All-Tournament Team trong Giải vô địch thế giới FIBA 2010.
- Pau Gasol, Tây Ban Nha – vô địch NBA hai lần với Los Angeles Lakers (2009 và 2010), sáu lần NBA All-Star, chiến thắng Tân binh NBA của năm the Year năm 2002, hai lần chiến thắng Mr. Europa, chiến thắng 2006 FIBA World Championship MVP, bốn lần chiến thắng Euroscar, hai lần chiến thnagws Cầu thủ xuất sắc nhất châu Âu của FIBA, MVP của EuroBasket 2009 và EuroBasket 2015, người chiến thắng Giải thưởng Công dân NBA năm 2012.
- Andrei Kirilenko, Nga – NBA All-Star 2004, MVP của EuroBasket 2007, Cầu thủ xuất sắc nhất châu Âu năm 2007 của FIBA.
- Tony Parker, Pháp – nhà vô địch NBA bốn lần với San Antonio Spurs, 2007 NBA Finals MVP, sáu lần tham dự NBA All-Star và chiến thắng Euroscar năm 2007.
- Manu Ginóbili, Argentina – nhà vô địch NBA bốn lần với San Antonio Spurs, người chiến thắng Giải thưởng Người đàn ông thứ sáu năm 2008, hai lần vô địch NBA All-Star, 50 người đóng góp vĩ đại nhất EuroLeague, huy chương vàng Olympic trong 2004 với Argentina.
- Yao Ming, Trung Quốc – được giới thiệu vào Sảnh danh vọng bóng rổ Naismith, lượt chọn tổng thể đầu tiên trong 2002 NBA Draft và tám lần NBA All-Star.
- Leandro Barbosa, Brazil – Nhà vô địch NBA với Golden State Warriors (2015),[134]  chiến thắng Cầu thủ dự bị của NBA năm 2007.
- Andrea Bargnani, Ý – lượt chọn tổng thể đầu tiên trong 2006 NBA Draft bởi Toronto Raptors.
- Giannis Antetokounmpo, Hy Lạp – Nhà vô địch NBA với Milwaukee Bucks (2021), 2021 NBA Finals MVP, hai lần chiến thắng NBA MVP, Cầu thủ tiến bộ nhất năm 2017, 5 lần tham dự NBA All-Star.
- Nikola Jokić, Serbia – Nhà vô địch NBA với Denver Nuggets (2023), 2023 NBA Finals MVP, hai lần chiến thắng NBA MVP, 6 lần NBA All-Star, NBA All-Rookie First Team 2016 , huy chương bạc Olympic.
- Luka Dončić, Slovenia – 2019 Tân binh NBA của năm, năm lần NBA All-Star, nhà vô địch châu Âu.

Trong một số trường hợp, các cầu thủ trẻ, hầu hết nhưng không phải tất cả đến từ thế giới nói tiếng Anh, đã theo học tại các trường đại học Hoa Kỳ trước khi chơi ở NBA. Những ví dụ đáng chú ý là:
- Cầu thủ người Nigeria Hakeem Olajuwon – lượt chọn tổng thể đầu tiên trong 1984 NBA Draft, nhà vô địch hai lần, NBA All-Star 12 lần, NBA MVP năm 1994, MVP NBA Finals hai lần, hai lần Cầu thủ phòng ngự xuất sắc nhất NBA (cầu thủ duy nhất nhận được Giải MVP, Cầu thủ phòng ngự của năm và giải MVP chung kết trong cùng một mùa giải) và được giới thiệu vào trong sảnh danh vọng Hall of Fame.
- Cầu thủ người Congo Dikembe Mutombo – lượt chọn tổng thể thứ tư trong 1991 NBA Draft, bốn lần là Cầu thủ phòng ngự xuất sắc nhất NBA, tám lần là NBA All-Star và được giới thiệu vào trong sảnh danh vọng Hall of Fame.
- Cầu thủ người Hà Lan Rik Smits – lượt chọn tổng thể thứ hai trong 1988 NBA Draft, NBA All-Star 1998, đã chơi 12 năm cho Indiana Pacers.
- Cầu thủ người Đức Detlef Schrempf – người hai lần đoạt giải NBA Sixth Man Award, ba lần NBA All-Star.
- Cầu thủ người Canada Steve Nash (hai lần vô địch NBA MVP, tám lần NBA All-Star, được giới thiệu vào trong sảnh danh vọng Hall of Fam) và Andrew Wiggins (lượt chọn tổng thể đầu tiên trong 2014 NBA Draft, 2015 Tân binh NBA của năm)
- Cầu thủ người Úc Luc Longley (ba lần vô địch với Chicago Bulls), Andrew Bogut (lượt chọn tổng thể đầu tiên trong 2005 NBA Draft, nhà vô địch NBA 2015 với Golden State Warriors) và Ben Simmons (lựa chọn tổng thể đầu tiên trong 2016 NBA Draft, 2018 Tân binh NBA của năm, ba lần NBA All-Star).
- Cầu thủ người Anh gốc Sudan Luol Deng – người chiến thắng Giải thưởng tinh thần thể thao NBA năm 2007, hai lần NBA All-Star.
- Cầu thủ người Cameroon Joel Embiid (NBA MVP năm 2023, 4 lần NBA All-Star, All-NBA First Team 2017) và Pascal Siakam (Nhà vô địch NBA 2019 với Toronto Raptors, Cầu thủ tiến bộ nhất năm 2019, hai lần NBA All-Star)

### Huấn luyện viên
- Danh sách huấn luyện viên NBA hiện tại
- Danh sách người vừa là HLV vừa là cầu thủ
- Danh sách HLV vô địch NBA
- Danh sách HLV ngoại quốc NBA
- 10 HLV xuất sắc nhất NBA
- Danh sách HLV nữ tại NBA

### Khác
- Danh sách chủ sở hữu đội bóng NBA
- Danh sách trọng tài NBA

## NBA Cares
Giải đấu có một chương trình trách nhiệm xã hội toàn cầu, NBA Cares, chịu trách nhiệm về sứ mệnh đã nêu của giải đấu là giải quyết các vấn đề xã hội quan trọng trên toàn thế giới.